# Вільям Стенлі Джевонс
Вільям Стенлі Джевонс (англ. William Stanley Jevons; 1 вересня 1835 — 13 серпня 1882) — британський економіст і логік. Ірвінг Фішер вважав його книгу Теорія політичної економії 1871 року початком застосування математичних методів в економіці. Він стверджував, що економіка, як наука пов'язана з дослідженням величин, обов'язково має бути математичною. При цьому, він спирався на «остаточну» (граничну) теорію корисності. Роботи Джевонса, поряд з аналогічними відкриттями Карла Менґера у Відні (1871 року) і Леона Вальраса у Швейцарії (1874 року), відзначають відкриття нового періоду в історії економічної думки. Внесок Джевонса до маржиналістської революції в економіці наприкінці XIX століття створив йому репутацію провідного політичного економіста і логіка тих часів.
Джевонс припинив дослідження природничих наук у Лондоні в 1854 році для роботи пробірником у Сіднеї, де він здобув інтерес до політичної економії. Повертаючись до Великої Британії в 1859 році, він опублікував Загальну математичну теорію політичної економії в 1862 році, в якій була викладена теорія граничної корисності, та Істотне падіння у вартості золота в 1863 році. Для Джевонса, корисність або цінність для споживача додаткової одиниці продукту знаходиться в зворотній залежності від кількості одиниць продукту, якими він уже володіє, принаймні понад деяку граничну величину.
Саме завдяки праці Проблема вугілля (1865 року), в якій він звернув увагу на поступове вичерпання покладів вугілля у Великій Британії, він отримав громадське визнання. Найважливішою з його робіт про логіку і наукові методи є Принципи науки (1874 року), а також Теорії політичної економії (1871 року) і Держава по відношенню до праці (1882 року).

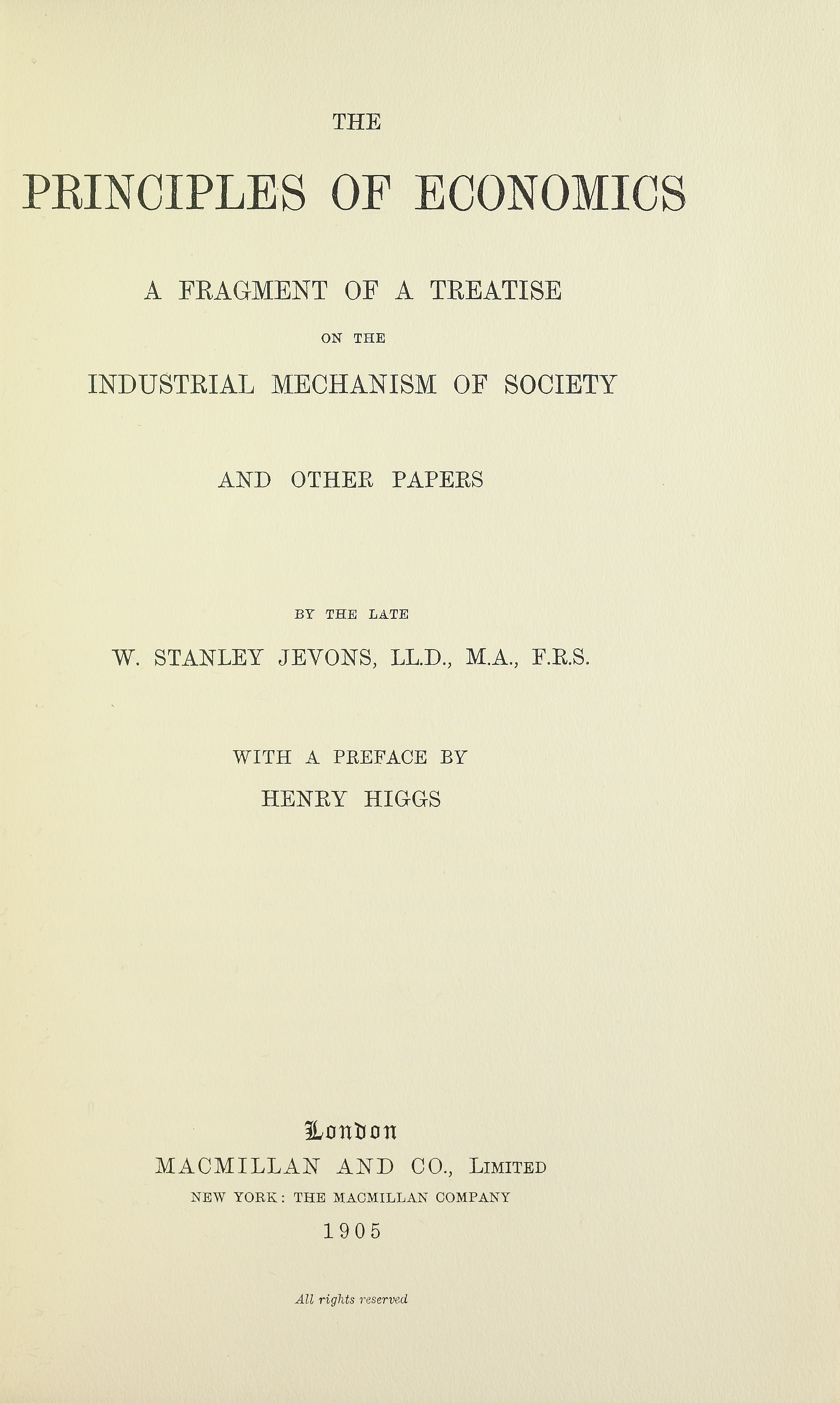
Principles of economics, 1905